# Municipio de West Howellsville
El municipio de West Howellsville (en inglés: West Howellsville Township) es un municipio ubicado en el  condado de Robeson en el estado estadounidense de Carolina del Norte. 

## Geografía
El municipio de West Howellsville se encuentra ubicado en las coordenadas 34°43′23.38″N 78°56′35.02″O / 34.7231611, -78.9430611.